# Cip de Beccut
El cip de Becut és un artefacte arqueològic trobat l’any 1953 a Makthar pel responsable del jaciment, Herranz. Actualment es conserva al Museu Arqueològic de Makthar, inaugurat l’any 1967.
Makthar està situat a l’Alt Tell tunisià, a uns 900 metres d’altitud, envoltat per les valls de l’Oued Saboun i l’Oued Ouzafa. L’antic assentament ocupa la vora d’un altiplà que domina la vall de l’Oued Saboun. Als seus peus brollen tres fonts naturals.
El cip de Becut commemora una jove difunta i ofereix informació valuosa sobre la vida quotidiana a la ciutat. El text aporta dades sobre la societat romanitzada de les comunitats nord-africanes durant l’època de dominació romana, contribuint al coneixement de l’estructura social i cultural de la Numídia romanitzada.

### Historia antiga de Makthar
Hi ha dues teories sobre la fundació de Makthar. Segons la primera, la ciutat hauria estat fundada com a punt defensiu pels númides per frenar l'expansió cartaginesa, mitjançant la construcció d'una fortalesa al segle III aC.L'altra teoria, basada en evidències arqueològiques, sosté que Makthar va ser fundada al segle I aC per una col·laboració entre númides i cartaginesos.
Malgrat la divergència sobre l'origen, hi ha consens entre els estudiosos que la ciutat va mantenir una aliança amb Cartago fins que fou conquerida per Massinissa, rei númida i aliat de Roma. Després de la conquesta, Massinissa convertí Makthar en un important centre dels númides. Amb la destrucció de Cartago l’any 146 aC, nombrosos refugiats púnics es van establir a Makthar, fet que va provocar una notable influència púnica en la ciutat. Aquesta influència es reflecteix tant en l’arquitectura com en l’organització política de Makthar.
En els seus inicis, Makthar fou considerada una ciutat lliure, mantenint les seves institucions pròpies d'origen púnic, com ara el govern dels tres sufetes. La ciutat va experimentar un creixement notable, fins a esdevenir una de les més riques de la província. Aquesta prosperitat va atreure població romana, que va formar una comunitat diferenciada i que, progressivament, contribuí al procés de romanització.
A partir del segle II dC, sota el regnat de Trajà, alguns membres de l’aristocràcia local van començar a rebre la ciutadania romana, integrant-se a la gens Papiria. Amb el temps, l’administració municipal es va romanitzar, desaparegueren els sufetes i la ciutat es transformà en una colònia, els habitants de la qual obtingueren la ciutadania romana.
Durant el govern de Marc Aureli, Makthar va ser elevada a la categoria de colònia honorària i rebé el nom de Colonia Aelia Aurelia Mactaris.

### Descripció del cip
Aquest cip és característic dels romans-africans, una mescla de la tradició africana amb els usos clàssics. Enterrar als morts baix construccions de pedra seca amb inscripcions en llatí. Precisament en llatí la nomenclatura cip, és refereix a una pedra dreta, tant si porta epitafi o qualsevol altre text, com si es un simple marcador en la vora d'un camp. Els cips com altres monuments funeraris són comunes en les zones muntanyoses, vessants, turons o cims.
El cip de Beccut es de tipus arulae. Està excavada en pedra calcària i mesura 1.60 m d'altura x 0,45 m d'amplada i 0,55 m de gruix.

### Inscripció
El cip consta d'una inscripció de 22 línies i, acaba amb el mot Euthesia. Que per comparació paleogràfica van portar a Gilbert Picard a situar la inscripció en el segle III entre el 250 i 260.
L'escriba va escriure les lletres d'una manera no molt clara però semblant a la cursiva romana, que era tres vegades més grans que comparat amb el papir d'Oxirinc, papir que utilitza Picard per comparar degut al símil en escriptura. Les lletres curtes tenen per tot arreu parts, en altura, dos terços d'allargada. Mostrant una mica més d'espontaneïtat (segurament fos al treballar la pedra on menys retenia la mà), les traces tenen les mateixes formes, els mateixes grossors en els mateixos espais, la mateixa posició en cada una de les lletres, que és succeeixen en la línia sense separació entre les paraules.

#### Inscripció funerària
1. D*M*S* 
2. BECCVTIAMPRÍ 
3. MVMILONICONIVNCTAMA 
4. RITO 
5. VIRGORVDISTENERAQVOME 
6. FORTVNAREDVXIT 
7. VITAESETLETISEDESSICFATATVLERE 
8. HICHYMNOTEDAQSIMVLPRAEEVN 
9. TECANEBAR 
10.  NVNCVVSTISVRNAQSIMVLCONTECTA 
11.  RESEDI 
12.  VIXIDVMLICVITMORVMSINELABEPVDICA 
13.  MATERNVMNOMENFECILVCINAEFA 
14.  VORE 
15.  NATVMPROGENVINOSTROQVINO 
16.  MINEVIVAT 
17.  NEFLEATHOCNIMIVMCVISVMCARISSIMA 
18.  CORDI 
19.  COMMVNEESTHOMINVMFVNEBREM 
20.  [..]ERELA[......]
21.  [....]L[....]EIA[............]
22.  [..]RISSIMAPIAVIXITANNISXV[....] 23.  EVTHESIA

#### Transcripció
D(iis) M(anibus) S(acrum)
Beccut iam primum Iloni coniuncta marito
uirgo rudis tenera quo me Fortuna reduxit
uitae set leti sedes sic fata tulere
hic hymno tedaque simul praeeun te canebar
nunc uustis urnaque simul contecta resedi
uixi dum licuit morum sine labe pudica
maternum nomen feci Lucinae fa uore
natum progenui nostro qui nomine uiuat
ne fleat hoc nimium cui sum carissima cordi
commune est hominum funebrem querela[m.....]
[...]l[...]eia[....][...]rissima pia vxit annis XV[....] Euthesia

#### Traducció
Als Déus Manes sagrats. Jo, Beccut, m'uneixo per primer cop amb el meu marit Ilo. Una novícia i jove verge, en el lloc on em va conduir la Fortuna. Morada de la meva vida, però també lloc de la meva mort, això ho va voler el destí, aquí vaig ser celebrada tant per Himeneu com per la torxa nupcial que em va precedir. Ara estic enterrada tant en la tomba com en l'urna. He viscut tant com em va ser permès, casta i irreprotxable en la meva moral, amb el favor de Lucina m'he guanyat el títol de mare, he parit a un fill. Que visqui en el meu lloc, que no plori durant molt temps el meu destí, ell a qui tant estimo, és condició humana plorar per als morts.
Acaba amb el que es pot veure com la data de la seva mort i el mot abans esmentat de Euthesia.

### Interpretació
Els elogis femenins, en Africà, estan dominats per una concepció rigorosa: la millor muller és aquella de la que menys s'ha de dir, per tant, el poeta es veu obligat a limitar-se a banalitats i clixés. Aquí no es menys, reduint-se a res les qualitats de la jove. També és pot veure que no hi ha emoció per la mort de la jove, per tant, indicant-nos que el marit tenia pressa per casar-se.
Per tant, el més interessant d'aquest text poc inspirat és l'onomàstica. Beccut era el nom habitual de la jove, que sols pot ser un cognomen. Al segle III el cognomen es va convertir en el nom personal i que, en la pràctica, va tendir a eliminar els altres elements del nom. A més Beccut segurament prové del púnic BG'T.
A l'estrofa 21 es pot intuir que és un gentilici femení i podria ser Pompeia, essent molt probable, ja que és sap de l'existència d'aquest gentilici a Mactar durant els segles III i IV.
L'estrofa 22 hi ha hipòtesis que pot ser veríssima, felicíssima o una fórmula laudatòria: uxor raríssima o castíssima.
El nom del marit pot ser per què va precedir per primum vindria del nom Mito, l'assassí de Clodi, que a Mactar en sabrien el nom.
També és important destacar el signum Euthesia que indica la pertinença de la jove a una comunitat religiosa que podria ser a Isis per què dona un aire de misteri propi dels seguidors d'Isis.